# A Hole in the Heart
A Hole in the Heart is de tweeëntwintigste aflevering van het vierde seizoen van de televisieserie ER, die voor het eerst werd uitgezonden op 14 mei 1998.

## Verhaal
Als dr. Benton zijn zoon ophaalt van het kinderdagverblijf, hoort hij van het personeel daar dat het gehoor van zijn zoon waarschijnlijk niet optimaal werkt. Hun advies naar dr. Benton is om het gehoor te laten testen om zo zekerheid te krijgen.
Dr. Ross is bezig met het versneld afkicken van een verslaafde baby, dit doet hij met hulp van Hathaway in het diepste geheim. Het gaat goed totdat hij betrapt wordt door dr. Greene en dr. Weaver. Zij zijn nu woedend op hem omdat hij dit doet zonder toestemming van de moeder van de baby, en zonder toestemming van hun. 
Dr. Weaver is nu voor zes maanden waarnemend hoofd van de SEH, nu dr. Morgenstern voorgoed stopt wil zij deze baan voor vast uitvoeren. Als zij zich kandidaat stelt voor deze baan hoort zij dat er meerdere mensen zich aangemeld hebben. Er zit niets anders op voor haar dan de strijd aangaan met haar concurrenten. 
Nadat er medicijnen verdwijnen op de SEH verdenkt dr. Carter de ex-vriend van dr. Del Amico. Dit omdat de ex-vriend een ex-verslaafde is, hij wil dit met dr. Del Amico overleggen maar die wuift de beschuldigingen meteen weg. 
De problemen van dr. Corday met dr. Romano bereiken een kritisch punt over het feit of zij mag en kan blijven in het ziekenhuis.

## Rolverdeling

### Hoofdrollen
- Anthony Edwards - Dr. Mark Greene
- George Clooney - Dr. Doug Ross
- Noah Wyle - Dr. John Carter
- Jonathan Scarfe - Chase Carter
- Frances Sternhagen - Millicent Carter
- Eriq La Salle - Dr. Peter Benton
- Laura Innes - Dr. Kerry Weaver
- Alex Kingston - Dr. Elizabeth Corday
- Maria Bello - Dr. Anna Del Amico
- Paul McCrane - Dr. Robert Romano
- John Aylward - Dr. Donald Anspaugh
- Kenneth Tigar - Dr. Keinholz
- James Le Gros - Dr. Max Rocher
- David Brisbin - Dr. Alexander Babcock
- Michael B. Silver - Dr. Paul Myers
- Gloria Reuben - Jeanie Boulet
- Julianna Margulies - verpleegster Carol Hathaway
- Ellen Crawford - verpleegster Lydia Wright
- Conni Marie Brazelton - verpleegster Connie Oligario
- Laura Cerón - verpleegster Chuny Marquez
- Deezer D - verpleger Malik McGrath
- Gedde Watanabe - verpleger Yosh Takata
- Lily Mariye - verpleegster Lily Jarvik
- Bellina Logan - verpleegster Kit
- Brian Lester - ambulancemedewerker Brian Dumar
- Emily Wagner - ambulancemedewerker Doris Pickman
- Lyn Alicia Henderson - ambulancemedewerker Pamela Olbes
- J.P. Hubbell - ambulancemedewerker Lars Audia
- Abraham Benrubi - Jerry Markovic
- Kristin Minter - Randi Fronczak
- Erica Gimpel - Adele Newman

### Gastrollen (selectie)
- Carrie Snodgress - Mrs. Lang
- Tara Chocol - Vicki McNeal
- Gina Mastrogiacomo - Ms. Myra
- Roger Robinson - Mr. Wass
- Michael Rispoli - Victor Nable
- Catie Dinsmoor - Amy Nable
- Kristy Dinsmoor - Amy Nable
- Rick Alviti - junior Elvis
- Alice Amter - Dr. Miriam Nagarvala